# Queen's Gate
Queen's Gate est une rue de la ville de Londres, Royaume-Uni.

## Situation et accès
Longue d’un kilomètre, orientée nord-sud, elle commence à Kensington Road et se termine à Old Brompton Road. Elle rencontre ou croise plusieurs rues, dont Queen's Gate Terrace et Imperial College Road, passant à l'ouest de l'Imperial College.
Le quartier est desservi par les lignes  Circle  District  Piccadilly, à la station South Kensington.

## Origine du nom

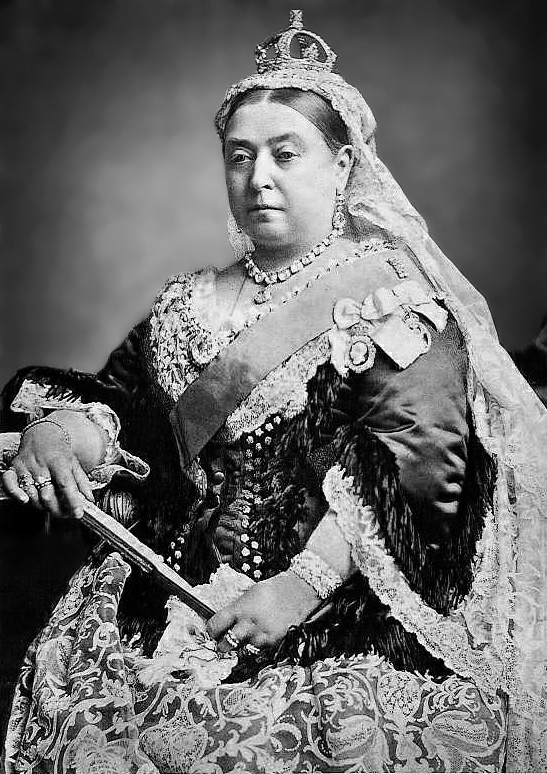
La reine Victoria.

Elle perpétue la mémoire de la reine Victoria (1819-1901).

## Historique
La rue est aménagée en 1855.

## Bâtiments remarquables et lieux de mémoire

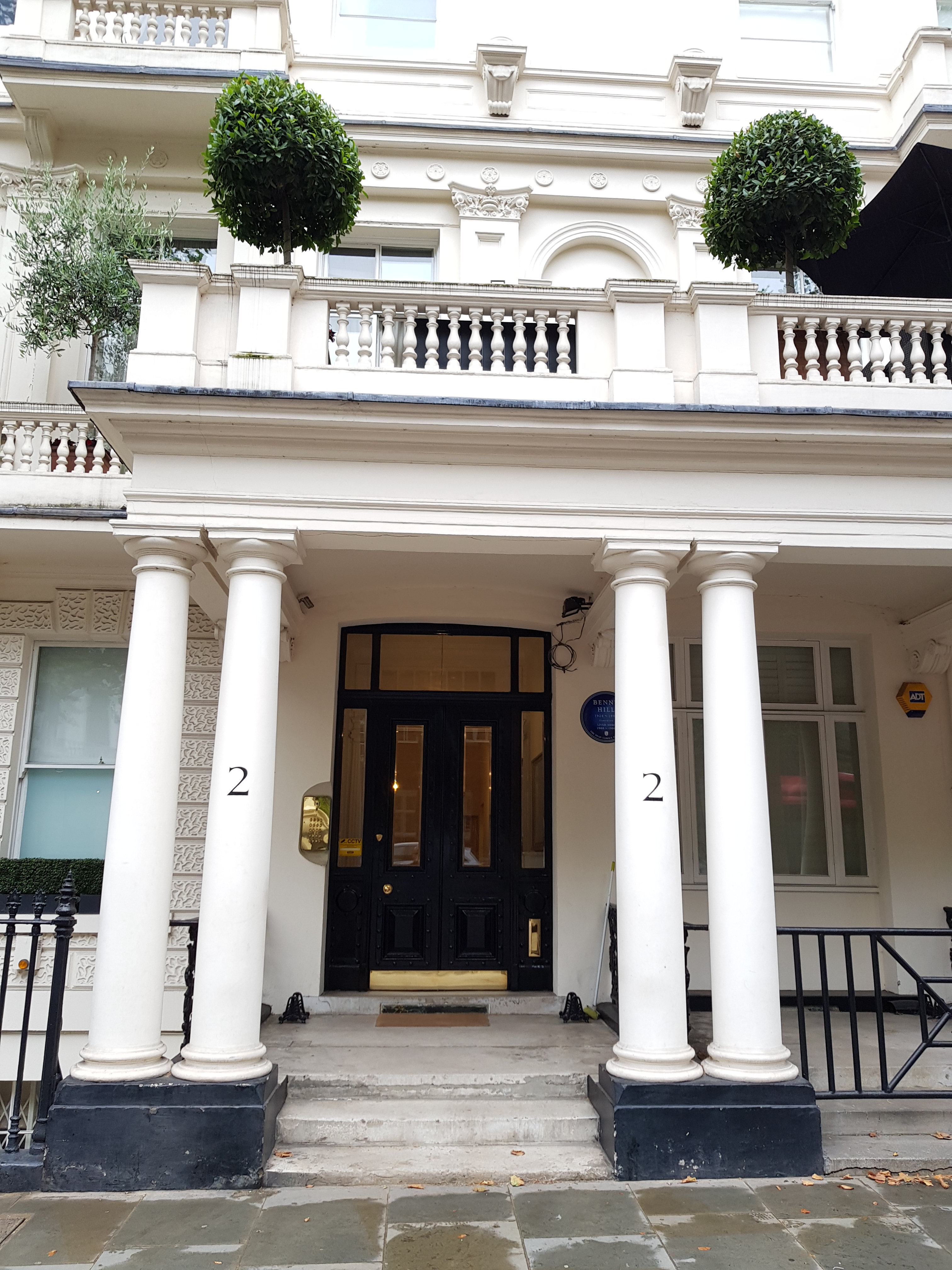
No 2.

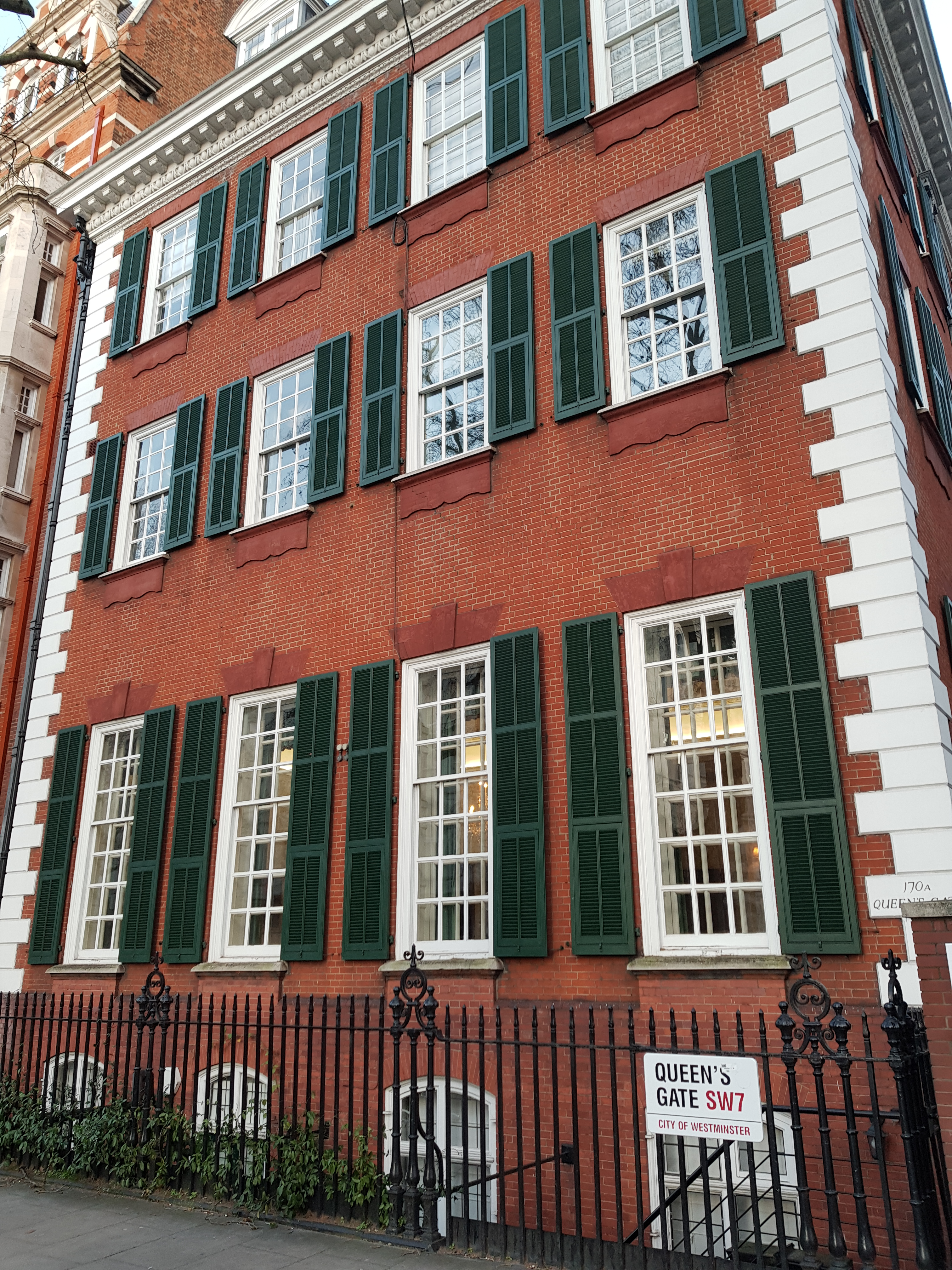
No 170.

- No 2 : le comédien Benny Hill (1924-1992) vécut à cette adresse de 1960 à 1986, comme l’indique un macaron en façade.

- No 21 : ambassade d’Irak.

- No 22 : bâtiment de 1858[2].

- Nos 29-30 : ambassade de Thaïlande.

- No 91 : bâtiment de 1871[2].

- No 115 a : église anglicane St Augustine classée de grade II.

- No 129 : bâtiment de 1871[2].

- No 167 : ambassade d’Oman.

- No 170 : maison de 1887-1889 conçue par l’architecte Richard Norman Shaw[3].

- Nos 186-188 : ambassade de Bulgarie.

- No 190 : hôtel The Gore ; c’est dans le bar de cet hôtel qu’est lancé en 1968 l’album Beggars Banquet des Rolling Stones, comme l’indique un panneau en façade.

- No 196 : maison de 1875 conçue par l’architecte Richard Norman Shaw.